# Natàlia Sànchez Dipp
Natàlia Sànchez i Dipp (Figueras, 1983) es una política española de ideología independentista catalana.
Ha estudiado Historia y Comunicación Cultural. En el ámbito laboral, ha trabajado como técnica para proyectos de Òmnium Cultural y ha sido también tesorera del partido político Candidatura de Unidad Popular (CUP). Fue militante del Bloc d'Estudiants Independentistes (BEI) y, posteriormente, de la Coordinadora d'Estudiants dels Països Catalans (CEPC). Es elegida diputada del Parlamento de Cataluña en las elecciones al Parlamento de Cataluña de 2017 por la circunscripción de Gerona. 